# Thayatalbahn
| Streckennummer (ÖBB): | 176 01               |                                       |                                       |
| Streckenlänge: | 66,923 km            |                                       |                                       |
| Spurweite: | 1435 mm (Normalspur) |                                       |                                       |
| Maximale Neigung: | 21 ‰                 |                                       |                                       |
| Streckengeschwindigkeit: | 60 km/h              |                                       |                                       |
| |                      |                                       |                                       |
| \| \| \| von (Cheb–) Gmünd \| \| \| \| -2,5 \| Schwarzenau im Waldviertel \| 501 m ü. A. \| \| \| 0,000 \| Abzw Willings \| Abzw Willings \| \| \| \| nach Wien FJB \| \| \| \| 1,090 \| Windigsteig \| Windigsteig \| \| \| 1,3 \| Anschlussbahn (Awanst) Lagerhaus \| Anschlussbahn (Awanst) Lagerhaus \| \| \| 2,603 \| Kottschallings \| Kottschallings \| \| \| 9,500 \| Waidhofen an der Thaya \| 508 m ü. A. \| \| \| 12,108 \| Kleineberharts \| Kleineberharts \| \| \| 14,980 \| Thaya \| 508 m ü. A. \| \| \| 18,295 \| Oberedlitz \| Oberedlitz \| \| \| 21,050 \| Merkengersch \| Merkengersch \| \| \| 24,720 \| Dobersberg \| 450 m ü. A. \| \| \| 27,778 \| Radlmühle \| Radlmühle \| \| \| 29,490 \| Waldkirchen an der Thaya \| 506 m ü. A. \| \| \| 31,520 \| Gilgenberg \| Gilgenberg \| \| \| 34,320 \| Fratres \| 496 m ü. A. \| \| \| 35,149 \| Staatsgrenze Österreich/Tschechien \| Staatsgrenze Österreich/Tschechien \| \| \| 36,923 \| Slavonice früher Zlabings \| 521 m ü. A. \| \| \| 41,570 \| Mutišov früher Mutischen \| Mutišov früher Mutischen \| \| \| 43,703 \| Dolní Bolíkov früher Wölking-Sitzgras \| Dolní Bolíkov früher Wölking-Sitzgras \| \| \| 46,416 \| Peč früher Petschen \| Peč früher Petschen \| \| \| 49,080 \| Urbaneč \| Urbaneč \| \| \| 50,600 \| ehem. Protektoratsgrenze \| ehem. Protektoratsgrenze \| \| \| 53,596 \| Dačice město früher Datschitz H \| Dačice město früher Datschitz H \| \| \| 54,448 \| Dačice früher Datschitz in Mähren \| Dačice früher Datschitz in Mähren \| \| \| 57,147 \| Malý Pěčín \| Malý Pěčín \| \| \| 58,633 \| Velký Pěčín früher Groß Pantschen \| Velký Pěčín früher Groß Pantschen \| \| \| 60,420 \| Slaviboř früher Slejboř \| Slaviboř früher Slejboř \| \| \| 62,424 \| Radkov früher Radkau \| Radkov früher Radkau \| \| \| 66,000 \| Telč-Staré město \| Telč-Staré město \| \| \| 66,923 \| Telč früher Teltsch \| Telč früher Teltsch \| \| \| \| von Kostelec u Jihlavy \| \| \| \| \| \| \| \| Quellen: [1][2][3] \| \| \| \| |                      |                                       |                                       |
| Strecke |                      | von (Cheb–) Gmünd                     | von (Cheb–) Gmünd                     |
| Bahnhof | -2,5                 | Schwarzenau im Waldviertel            | 501 m ü. A.                           |
| ehemalige Blockstelle | 0,000                | Abzw Willings                         | Abzw Willings                         |
| Abzweig geradeaus und nach rechts |                      | nach Wien FJB                         | nach Wien FJB                         |
| ehemaliger Haltepunkt / Haltestelle | 1,090                | Windigsteig                           | Windigsteig                           |
| Abzweig geradeaus und ehemals nach rechts | 1,3                  | Anschlussbahn (Awanst) Lagerhaus      | Anschlussbahn (Awanst) Lagerhaus      |
| ehemaliger Haltepunkt / Haltestelle | 2,603                | Kottschallings                        | Kottschallings                        |
| Kopfbahnhof Strecke ab hier außer Betrieb | 9,500                | Waidhofen an der Thaya                | 508 m ü. A.                           |
| Haltepunkt / Haltestelle (Strecke außer Betrieb) | 12,108               | Kleineberharts                        | Kleineberharts                        |
| Bahnhof (Strecke außer Betrieb) | 14,980               | Thaya                                 | 508 m ü. A.                           |
| Haltepunkt / Haltestelle (Strecke außer Betrieb) | 18,295               | Oberedlitz                            | Oberedlitz                            |
| Haltepunkt / Haltestelle (Strecke außer Betrieb) | 21,050               | Merkengersch                          | Merkengersch                          |
| Bahnhof (Strecke außer Betrieb) | 24,720               | Dobersberg                            | 450 m ü. A.                           |
| Haltepunkt / Haltestelle (Strecke außer Betrieb) | 27,778               | Radlmühle                             | Radlmühle                             |
| Bahnhof (Strecke außer Betrieb) | 29,490               | Waldkirchen an der Thaya              | 506 m ü. A.                           |
| Haltepunkt / Haltestelle (Strecke außer Betrieb) | 31,520               | Gilgenberg                            | Gilgenberg                            |
| Haltepunkt / Haltestelle (Strecke außer Betrieb) | 34,320               | Fratres                               | 496 m ü. A.                           |
| Grenze (Strecke außer Betrieb) | 35,149               | Staatsgrenze Österreich/Tschechien    | Staatsgrenze Österreich/Tschechien    |
| Kopfbahnhof Strecke bis hier außer Betrieb | 36,923               | Slavonice früher Zlabings             | 521 m ü. A.                           |
| Haltepunkt / Haltestelle | 41,570               | Mutišov früher Mutischen              | Mutišov früher Mutischen              |
| Haltepunkt / Haltestelle | 43,703               | Dolní Bolíkov früher Wölking-Sitzgras | Dolní Bolíkov früher Wölking-Sitzgras |
| Haltepunkt / Haltestelle | 46,416               | Peč früher Petschen                   | Peč früher Petschen                   |
| Haltepunkt / Haltestelle | 49,080               | Urbaneč                               | Urbaneč                               |
| Grenze | 50,600               | ehem. Protektoratsgrenze              | ehem. Protektoratsgrenze              |
| Haltepunkt / Haltestelle | 53,596               | Dačice město früher Datschitz H       | Dačice město früher Datschitz H       |
| Bahnhof | 54,448               | Dačice früher Datschitz in Mähren     | Dačice früher Datschitz in Mähren     |
| Haltepunkt / Haltestelle | 57,147               | Malý Pěčín                            | Malý Pěčín                            |
| Haltepunkt / Haltestelle | 58,633               | Velký Pěčín früher Groß Pantschen     | Velký Pěčín früher Groß Pantschen     |
| Haltepunkt / Haltestelle | 60,420               | Slaviboř früher Slejboř               | Slaviboř früher Slejboř               |
| Haltepunkt / Haltestelle | 62,424               | Radkov früher Radkau                  | Radkov früher Radkau                  |
| Haltepunkt / Haltestelle | 66,000               | Telč-Staré město                      | Telč-Staré město                      |
| Bahnhof | 66,923               | Telč früher Teltsch                   | Telč früher Teltsch                   |
| Strecke |                      | von Kostelec u Jihlavy                | von Kostelec u Jihlavy                |
| |                      |                                       |                                       |
| Quellen: |                      |                                       |                                       |

Die Thayatalbahn ist eine nur noch teilweise in Betrieb befindliche Eisenbahnverbindung in Österreich und Tschechien. Sie zweigt in Schwarzenau von der Bahnstrecke Wien–Gmünd ab und führt im Thayatal über Waidhofen an der Thaya und Slavonice (Slabings) nach Telč (Teltsch), wo sie in die Bahnstrecke Kostelec u Jihlavy–Telč einmündet.
Stand 2025 sind die Abschnitte Schwarzenau–Waidhofen in Österreich sowie Slavonice–Telč in Tschechien Betrieb. Zwischen Waidhofen und Slavonice wird die stillgelegte Strecke durch einen Bahntrassenradweg grenzüberschreitend nachgenutzt.

## Geschichte

Thayatalbahn auf einer hist. Landkarte

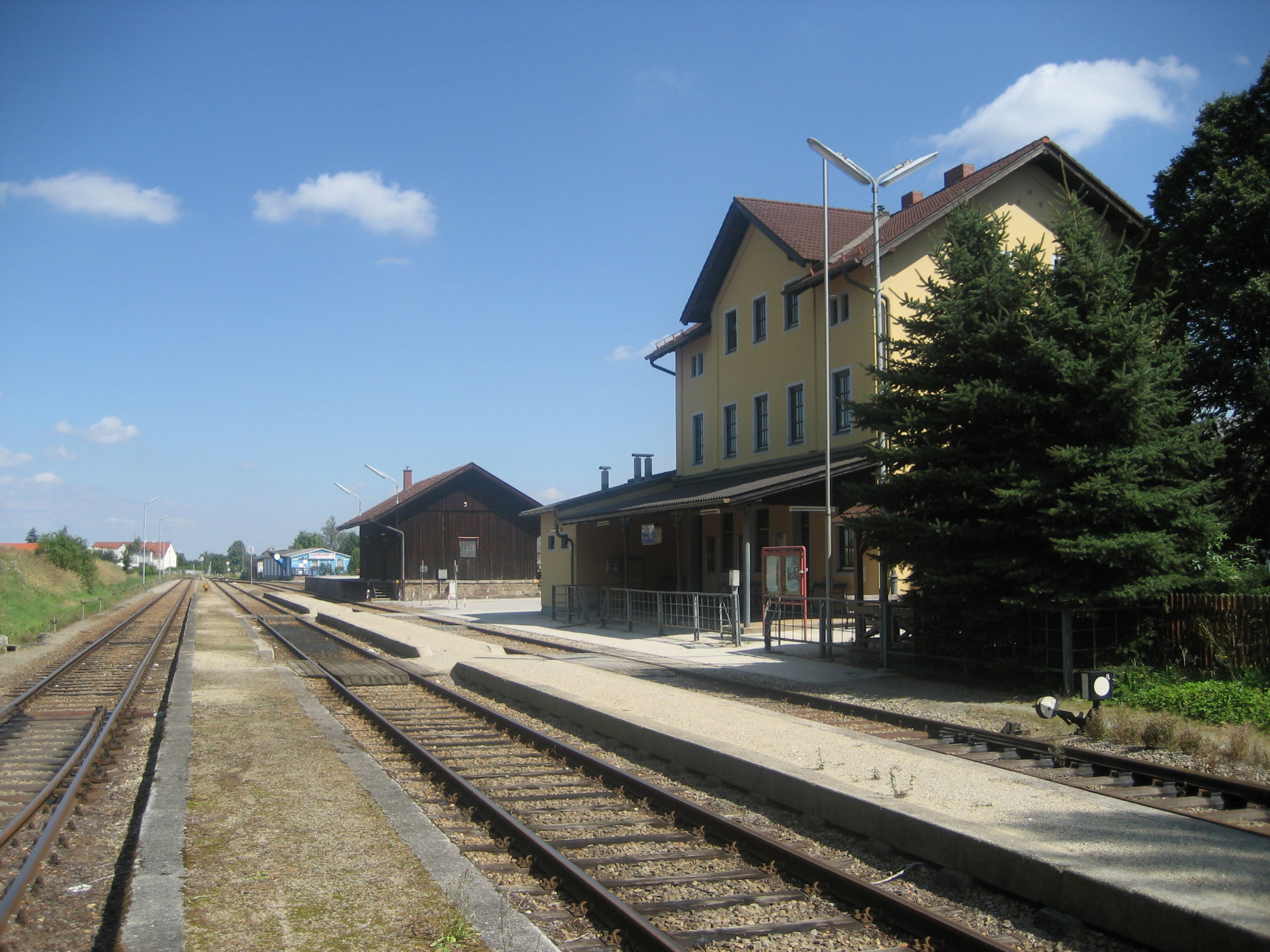
Bahnhof Waidhofen an der Thaya

Ursprünglich war geplant, Waidhofen an der Thaya direkt an die Franz-Josefs-Bahn anzuschließen; die Waidhofener standen dem aber negativ gegenüber. Erst als man sah, dass ein Bahnanschluss einen wirtschaftlichen Aufschwung bedeutete, wurde ein Lokalbahnanschluss realisiert.
Der Abschnitt Schwarzenau–Waidhofen an der Thaya wurde am 3. August 1891 von der Lokalbahn Schwarzenau–Zwettl offiziell eröffnet.
Die Erweiterung nach Zlabings und Teltsch ging am 20. Juni 1903 in Betrieb. Ab der Landesgrenze gehörte die bis Teltsch durchkilometrierte Strecke zur landesgarantierten Lokalbahn Wolframs–Teltsch. Den Betrieb führten die k.k. Staatsbahnen (kkStB) für Rechnung der Eigentümer.
Der Fahrplan von 1912 verzeichnete drei durchlaufende gemischte Zugpaare 2. und. 3. Klasse zwischen Schwarzenau und Wolframs-Cejl. Zwei weitere Zugpaare bedienten die Teilstrecke Schwarzenau–Waidhofen an der Thaya.
Ab 1918 befand sich zwischen Fratres und Zlabings die Staatsgrenze zwischen Österreich und der neu geschaffenen Tschechoslowakei. Als Folge des Münchener Abkommens lag die Staatsgrenze nach 1938 einige Kilometer weiter nördlich bei Urbantsch. Dieser Abschnitt gelangte im Jahr 1945 wieder an die Tschechoslowakei.
Nach dem Zweiten Weltkrieg wurde der grenzüberschreitende Verkehr am 22. Mai 1945 eingestellt und nie mehr aufgenommen. Die Züge endeten nunmehr an der Haltestelle Fratres. Da hier die Lokomotive nicht umgesetzt werden konnte, mussten die Züge nach Gilgenberg zurückgesetzt werden.
Als 1959 der zweigleisige Betrieb auf der Franz-Josefs-Bahn aufgelassen wurde, wurde die Strecke in den Bahnhof Schwarzenau verlängert. Bis dahin begann sie bei der Abzweigung Willings in km 0,0 und benutzte bis dort das rechte Streckengleis der Franz-Josefs-Bahn mit. Ab dann diente dieses ehemalige Streckengleis ausschließlich der Thayatalbahn. Am 29. Mai 1976 endete der Dampflokbetrieb. Am 10. Jänner 1977 wurde der Streckenabschnitt Gilgenberg–Fratres eingestellt, aber im ÖBB-Kursbuch als mit „derzeit kein Schienenverkehr“ gekennzeichnet. Gilgenberg (unbesetzte Haltestelle) wurde ohnehin in den letzten Jahren nur mehr zwei- bis dreimal am Tag bedient.  Am 1. September 1986 stellte man schließlich den Personenverkehr zwischen Waidhofen an der Thaya und Gilgenberg wegen Unrentabilität ein und ersetzte ihn durch eine Autobuslinie.
Mit dem Fall des Eisernen Vorhangs im Jahr 1989 stellte sich die Frage einer Wiederinbetriebnahme der Bahnstrecke. Diese stieß sowohl in Tschechien als auch bei österreichischen Bahninteressenten auf Interesse, jedoch nicht bei den ÖBB aufgrund der kolportierten Kosten von 53 Mio. Schilling (3,85 Mio. Euro). Ende 1992 wurde der Verein neue Thayatalbahn gegründet, welcher sich für die Reaktivierung der Strecke einsetzt. Unglücklicherweise wurden durch das Hochwasser 2006 Teile der im Güterverkehr befahrenen Trasse zwischen Waidhofen an der Thaya und Waldkirchen an der Thaya beschädigt und bis zur Stilllegung nicht wieder in Stand gesetzt.
Die Revitalisierung der Bahnstrecke war im niederösterreichischen Landesverkehrskonzept von 1991, 1997 und 2001 mit höchster Priorität vorgesehen. Im Jänner 2010 wurde die Übernahme der Gesamtstrecke durch das Land Niederösterreich mit dem Bund und den ÖBB per 1. Jänner 2011 vereinbart. Der gesamte Eisenbahnverkehr wurde mit dem Fahrplanwechsel per 12. Dezember 2010 eingestellt und für den Personenverkehr zwischen Schwarzenau und Waidhofen an der Thaya wurde eine Autobuslinie eingeführt.
Zwischen 2015 und 2017 wurde auf der Trasse zwischen Waidhofen an der Thaya und Slavonice/Zlabings ein Radweg als Teilstück der Thayarunde errichtet. Die Errichtungskosten von 7 Mio. Euro stammen aus Fördermodellen des Landes Niederösterreich. Die Gemeinden sollen die Erhaltung und Pflege übernehmen – dazu müssen sämtliche Gemeinde- und Stadträte noch einem vom Land vorgefassten Grundsatzbeschluss zustimmen. Am 19. Mai 2019 wurde die Bahnstrecke von Schwarzenau nach Waidhofen wieder in Betrieb genommen, davor wurde einige Abschnitte teilsaniert. Die wiedereröffnete Strecke wird zunächst touristisch genutzt, täglicher, ganzjähriger Verkehr findet nicht statt.

## Streckenverlauf
Die Thayatalbahn nahm im Bahnhof Schwarzenau ihren Anfang, zweigte aber erst von der (hier bis 1959 zweigleisigen) Franz-Josefs-Bahn bei Windigsteig (ehemalige Abzweigung Willings) Richtung Norden, im Thayatal verbleibend, ab, während die Hauptstrecke dem Thauabach ostwärts hin folgt. Um auf das Stadtplateau von Waidhofen an der Thaya zu gelangen, verließ die Streckenführung bei Kottschallings westwärts das Thayatal und umfuhr die Bezirkshauptstadt an deren Westsaum. Dann senkte sich die Trasse wieder hinab ins Thayatal und folgte diesem und seinen Mäandern in typischer Lokalbahnanlage. Kurz vor Waldkirchen, wo der Fluss ostwärts abdreht, wechselte die Bahnstrecke in das Nebental des Feinitzbachs, in welchem sie ursprünglich bis Slavonice verblieb. Östlich von Fratres durchschnitt dann der Eiserne Vorhang und damit immer noch die Staatsgrenze zu Tschechien die Lokalbahn.

## Umwandlung in einen Radweg ab Waidhofen/Thaya

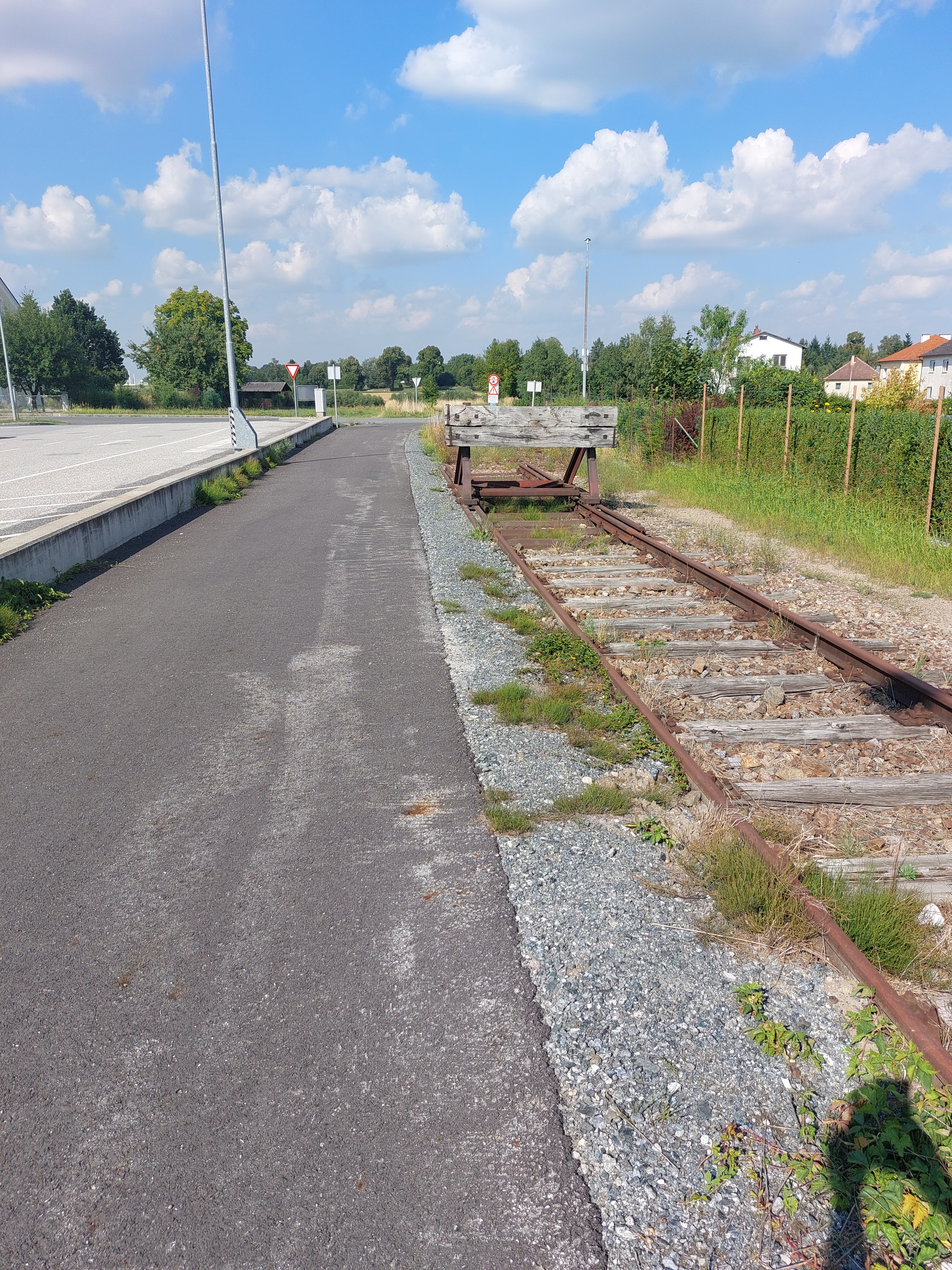
Ende der Thayatalbahn in Waidhofen an der Thaya – Ab hier wird die Trasse als Radweg genutzt

Rund um die Stilllegung 2010/2011 gab es eine – teilweise sehr emotional geführte – Diskussion, ob die Strecke wieder in Betrieb genommen oder durch einen Radweg auf oder neben den Gleisen ersetzt werden sollte.

### Bemühungen um die Wiederinbetriebnahme
Die Thayatalbahn ist neben der Ybbstalbahn eine der am stärksten politisch umstrittenen Bahnstrecken in Niederösterreich. Die Thayatalbahn wurde auf Wunsch des Landes NÖ noch vor deren Übernahme und gegen den Wunsch von Teilen der Bevölkerung und einigen Bürgermeistern des Bezirks Waidhofen/Thaya stillgelegt. Wie auch auf anderen Bahnstrecken wie der Ybbstalbahn wurde beabsichtigt, auf dem Bahnkörper einen Radweg zu errichten.
Aufgrund des politischen Drucks von Landesseite sprachen sich schließlich die Bürgermeister des Bezirks für einen Radweg auf der Bahn aus.
Bereits vor der Einstellung bemühte sich eine Bürgerinitiative um die Wiederaufnahme des Verkehrs auf der gesamten Strecke.
Aufgrund der Einstellung der Thayatalbahn – entgegen ursprünglichen Versprechungen von Bundes- und Landesseite – startete die Bürgerinitiative Pro Thayatalbahn eine grenzüberschreitende Unterschriftenaktion, bei der sich innerhalb weniger Wochen über 1.300 Unterzeichner für die Reaktivierung der Thayatalbahn aussprachen. Neben vielen Prominenten aus Österreich unterzeichnete z. B. Jiří Gruša, ehemaliger Direktor der Diplomatischen Akademie in Wien und ehemaliger Botschafter in Österreich, sowie der Bürgerrechtskämpfer, Charta 77-Unterzeichner und ehemalige Premierminister Petr Pithart. Die Petition richtete sich persönlich an Landeshauptmann Erwin Pröll, der noch bei der Präsentation der grenzüberschreitenden niederösterreichischen Landesausstellung 2009 zusicherte, den Lückenschluss des Bahngrenzüberganges Slavonice-Fratres auf seine persönlichen Prioritätenliste vorzureihen.
Da noch Fragen zu den Kosten (auch für die Gemeinden) und keine Detailplanungen vorhanden waren, forderte der Verein Neue Thayatalbahn die Gemeinde- und Stadträte auf, gegen den vom Land NÖ vorgefassten Grundsatzbeschluss zu stimmen.

### Kosten/Nutzenrechnung: Radweg/Bahn
Laut Verein „Verkehrsforum Wald4tel“ (vormals Neue Thayatalbahn) hat die Thayatalbahn (Schwarzenau [Abzweigung Willings]bis Fratres) einen Wiederbeschaffungswert von über 35 Millionen Euro. Der Abriss der Gleise sowie der Neubau eines Radweges auf der Bahntrasse können jedoch bis zu 10 Millionen Euro kosten. Für einen Radwegkilometer sind je nach geographischer Beschaffenheit zwischen 80.000 und 110.000 Euro zu berechnen. Die gesamte Thayarunde ist ca. 90 Kilometer lang. Demnach kann der Radweg bis zu 9 Millionen Euro kosten. Eine vom Verein Neue Thayatalbahn kontaktierte tschechische Eisenbahnbaufirma schätzt die Revitalisierungskosten der Thayatalbahn auf ca. 15 Millionen Euro. In Anbetracht der Kostenrelation Radweg/Bahn und der zu erwartenden höheren Wertschöpfung für die Region Thayaland durch eine Kombination eines Radwegs neben der Bahntrasse gibt es Überlegungen in der Region, die bereits zahlreich vorhandenen Radwege zu nutzen und einen Radrundweg neben der Thayatalbahn entstehen zu lassen. Ein Radweg neben der Bahn ist auch deshalb günstiger, da bereits vorhandene Güter-, Begleit-, Wald-, Wander- und Radwege genützt und vernetzt werden können sowie eine Kombination eines attraktiven Radwegs mit einer grenzüberschreitenden Thayatalbahn weit mehr Wertschöpfung in die Region bringt.

### Argumente für den Radweg

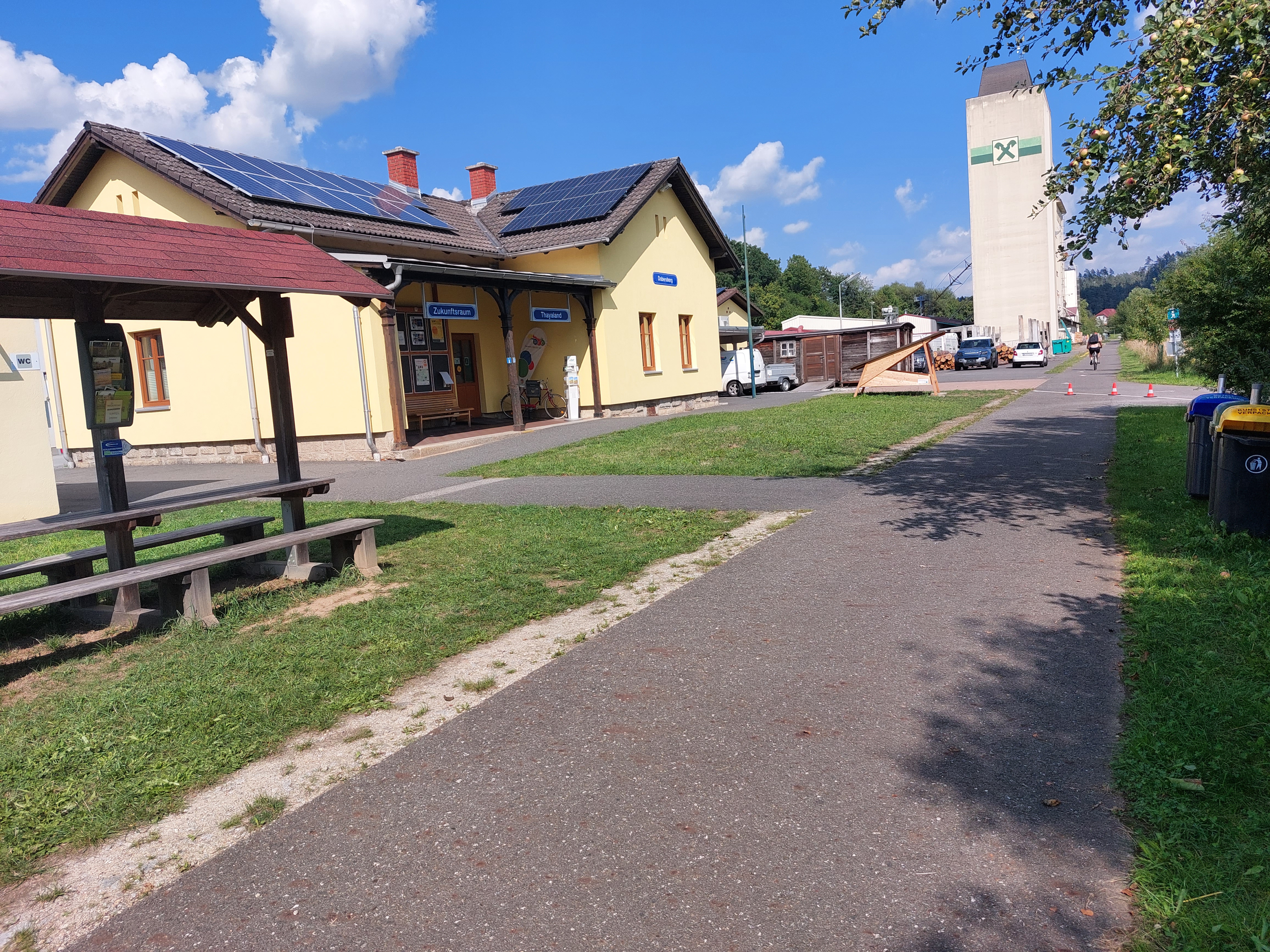
Ehem. Bahnhof Dobersberg mit Radweg – 2023

Gemäß Aussagen des Landes NÖ wären für die Wiederherstellung der Thayatalbahn etwa 28 Mio. Euro notwendig gewesen (durch österreichische Firmen), der Radweg sei jedoch deutlich günstiger: Erste Schätzungen gingen von 4,5 Millionen Euro aus, diese wurden später auf 6 Mio. Euro korrigiert. Er soll den Tourismus im Waldviertel ankurbeln. Im Zeichen des europäischen Marktes boten tschechische Firmen die Rekonstruktion für umgerechnet 15 Mio. EUR an, was jedoch seitens des Landes NÖ nie ernsthaft geprüft wurde.

### Möglicher Gütertransport auf der Thayatalbahn
Eine Besonderheit der Region Waldviertel/Südböhmen ist der rege Transport und die Verarbeitung von Holz. Über die vier Grenzübergänge der Bezirke Gmünd und Waidhofen/Thaya liefern täglich dutzende Schwer-LKW Rundholz zu den verarbeitenden Holzbetrieben im Bezirk Zwettl. Diese könnten Umwelt, Menschen und Straßen schonend über die Thayatalbahn und Zwettler Bahn in die Sägewerke im Bezirk Zwettl zugeliefert werden. Eine vom Land NÖ bezahlte Studie belegt weiters die wirtschaftlichen und ökonomischen Vorteile der Thayatalbahn für die Regionen Waldviertel und Südböhmen.

## Fahrzeugeinsatz
Ursprünglich wurde der Betrieb mit kleinen Bt-Tenderloks der Baureihen kkStb 85 und 88 geführt, nach der Verlängerung kam vor allem die bewährte Lokalbahn-Type Baureihe 97 zum Einsatz. Später wurden auch Maschinen der Baureihen kkStB 99 und kkStB 178 eingesetzt, bald nach deren Erscheinen war auch die bewährte Baureihe BBÖ 378 (später ÖBB 93) auf der Lokalbahn zu finden. In der Zwischenkriegszeit kamen auch die Motortriebwagen VT 20 und VT 50 auf der Thayatalbahn zum Einsatz.
Nach dem Zweiten Weltkrieg prägten vor allem die Loks der Baureihe ÖBB 93 das Bild der Lokalbahn. Ihre Ablöse erfolgte in den 1970er Jahren durch Dieselloks der Baureihen 2045 und 2143 sowie die Dieseltriebwagen der Baureihen 5042 und 5145 (Blauer Blitz). Bis 1990 verkehrten auf der Strecke Dieseltriebwagen der Reihen 5046/5146. Bis zur Einstellung des Personenverkehrs im Dezember 2010 wurde der verbliebene Personenverkehr zwischen Schwarzenau und Waidhofen/Thaya mittels der Reihe 5047 betrieben.